# Leporelo (singel)
Leporelo – singel Ewy Farnej zapowiadający czwarty czeski album studyjny wokalistki pt. "Leporelo", który ukaże się 6 listopada, wydany w czerwcu 2014 roku. Premiera singla na żywo miała miejsce 14 maja 2014 na gali Ceny Anděl. Premiera studyjnego nagrania odbyła się 5 czerwca na antenie radia Evropa 2.
Teledysk kręcony 17 i 18 lipca w czeskiej Pradze, oficjalnie wydany 4 sierpnia 2014r. o godzinie 6.00 bez wcześniejszego zapowiadania.

## Teledysk
Lyric Video, czyli teledysk z tekstem został wydany 9 czerwca 2014 i przedstawia wokalistkę śpiewającą piosenkę na stronach leporello. Lyric Video pierwotnie miało być oficjalnym teledyskiem do piosenki, ale w wywiadzie w Polskim Radiu wokalistka powiedziała, że pierwszy raz zdarzyło się jej nagrywać drugi raz teledysk do jednego utworu, ponieważ chce wrócić po trzech latach na czeski rynek muzyczny z dopracowaną piosenką i teledyskiem do niej. Oficjalny teledysk został wydany 4 sierpnia 2014 roku.

## Pozycje na listach przebojów
| Lista            | Najwyższa pozycja |
| ---------------- | ----------------- |
| Czeskie Top 50   | 4                 |
| Radio Top 100    | 10                |
| Słowackie Top 50 | 28                |